# Lajos Puskás
Lajos Puskás, né le 13 août 1944 à Tetétlen en Hongrie, est un joueur de football international hongrois, qui évoluait au poste d'attaquant, avant de devenir ensuite entraîneur.

## Biographie

### Carrière de joueur

#### Carrière en club
Avec le club du Vasas SC, il remporte trois championnats de Hongrie, une Coupe de Hongrie, et deux Coupes Mitropa.
Il dispute 288 matchs en première division hongroise, inscrivant un total de 146 buts. Il réalise sa meilleure performance lors de l'année 1969, où il inscrit 25 buts, ce qui fait de lui le deuxième meilleur buteur du championnat, derrière Ferenc Bene et ses 27 buts.
Avec l'équipe de Vasas, il dispute 8 matchs en Coupe d'Europe des clubs champions, inscrivant 5 buts. Lors de cette compétition, il inscrit un doublé contre le club portugais du Sporting Lisbonne en octobre 1966.

#### Carrière en sélection
Avec l'équipe de Hongrie, il joue 7 matchs et inscrit un but entre 1964 et 1969. 
Il joue son premier match en équipe nationale le 4 octobre 1964 contre la Suisse à Berne, et son dernier le 3 décembre 1969 contre la Tchécoslovaquie à Marseille.
Le 5 novembre 1969, il inscrit un but lors d'une rencontre face à la république d'Irlande. C'est son seul but en équipe nationale.
Lajos Puskás figure dans le groupe des sélectionnés lors de la Coupe du monde de 1966. Lors du mondial organisé en Angleterre, il ne joue aucun match.

### Carrière d'entraîneur
Il entraîne plusieurs clubs hongrois, et un club grec : l'Apollon Kalamarias.

## Palmarès
Vasas SC
| - Championnat de Hongrie (3) : - Champion : 1961-62, 1965 et 1966. - Coupe de Hongrie (1) : - Champion : 1973-74. |  | - Coupe Mitropa (2) : - Vainqueur : 1965 et 1974. |